# Ashland Heights
Ashland Heights – jednostka osadnicza w Stanach Zjednoczonych, w stanie Dakota Południowa, w hrabstwie Pennington.